# Turay Alfréd
Turay Alfréd (Budapest, 1944–) katolikus pap, pápai prelátus, teológus, filozófus, tanár.

## Élete
Teológiai tanulmányait a budapesti akadémián 1963 és 1969 között folytatta, 1969-ben doktorátust is szerzett. 1968. április 21-én szentelték pappá Vácon. 1970-től 1973-ig Rómában tanult, és az utolsó évben itt megszerezte második doktorátusát. 1973-tól tanított a Gál Ferenc Hittudományi Főiskolán (2009 előtt Szegedi Hittudományi Főiskola volt a neve), 1985-től rektor, de továbbra is váci egyházmegyés pap. 1993 óta pápai prelátus. A váci Apor Vilmos Katolikus Főiskolán filozófiatörténetet tanít.

## Publikációi
Önálló publikációi:
- Az ember és az erkölcs - Alapvető etika Aquinói Tamás nyomán, Katolikus Teológiai Kézikönyvek
- Filozófiatörténeti vázlatok, Szent István Társulat, Budapest
- Ismeretelmélet, Főiskola jegyzet, 1984 - Javított változata a MEK-ben (2010)
- Lételmélet – Jegyzet, Szegedi Hittudományi Főiskola, Szeged, 1984 - Javított változata a MEK-ben (2010)
- Az ember és a kozmosz - Kozmológiai antropológia – A katolikus hittudományi főiskolák jegyzetei, Magánkiadás, Szeged, 1987. Újabb kiadás Szeged, Agapé, 1999.
- Istent kereső filozófusok – (Teodicea), Szent István Társulat, Budapest, 1990 ISBN 963-360-545-8
- Várakozás a Messiásra. Az üdvtörténet ószövetségi szakasza. A katolikus iskolák 7. évfolyamának hittankönyve, Vác, 2003.
- Várakozás a Messiásra. Az üdvtörténet ószövetségi szakasza. Hittankönyv. Készült a hetedik évfolyam és a négy osztályos középiskolák kilencedik évfolyama számára; Váci Egyházmegye, Vác, 2010
- A Messiás. Az üdvtörténet újszövetségi szakaszának kezdete. Hittankönyv. Készült a nyolcadik évfolyam és a négy osztályos középiskolák kilencedik évfolyama számára. Vác, 2010.

Társszerzőként:
- Várakozás a Messiásra - Az üdvtörténet ószövetségi szakasza - Tanmenet és óravázlatok
- A Messiás - Az üdvtörténet újszövetségi szakaszának kezdete - Tanmenet és óravázlatok
- A filozófia – Lényege, alapproblémái és ágai, Szent István Társulat, Budapest 1980 és későbbi, ISBN 963-360-672-1

Lektorként:
- Dr. Weissmahr Béla: Bevezetés az ismeretelméletbe – A katolikus hittudományi főiskolák jegyzetei, Szeged
- Giuseppe de Rosa: Vallások, szekták és a kereszténység, Szent István Társulat, Budapest, 1991, ISBN 963-360-623-3
- Kókay József, Magyar Imre: Elmosta-e az evolúciót az özönvíz? – A neokreacionista csapda, Christianus-O.M.C. Kiadó, Budapest-Bécs, 1995, ISBN 963-7638-14-8

Fordítóként:
- Ortensio da Spinetolli: Lukács - A szegénység evangéliuma, Agapé Kft., Szeged, 1996
- Ortensio da Spinetolli: Máté - Az egyház evangéliuma, Agapé Kft., Szeged, 1998
- Joachim Gnilka: Márk, Agapé Kft., Szeged, 2000
- Benedikt Schwank: János, Agapé Kft., Szeged, 2001

A publikációk elérhetők:
1. A Magyar Elektronikus Könyvtárban: mek.oszk.hu
2. A Magyar Elektronikus Könyvtárban: mek.oszk.hu
3. A Váci Egyházmegye honlapján: vaciegyhazmegye.hu